# Slartibartfast
Slartibartfast je postava z knihy Stopařův průvodce po Galaxii.
„Jeho jméno není důležité“, jak sám tvrdí. Působí jako jeden z návrhářů a stavitelů planet. Jeho specialitou jsou fjordy, dokonce za ně dostal i ocenění. Společnost, v níž pracuje, se nachází na planetě Magrathea, tedy vchod do dimenze, ve které je jeho společnost se nachází na Magrathei. V knize Stopařův průvodce po Galaxii se firma opět dala do chodu po vesmírné ekonomické krizi, při níž vesmírní magnáti už nechtěli mrhat penězi za planety ze zlata, stříbra, tvaru kvádru apod. Svými fjordy je dokonce tak posedlý, že když si u firmy, ve které pracuje, jistí pandimenzionální tvorové objednají Zemi č. 2, chce na Afriku nahrnout ledovce. 
V dalších knihách se ukáže jako člen společenství za normální čas, které vzniklo kvůli historickým paradoxům vzniklým díky cestování v čase. Do příběhu opět vstupuje v lodi vypadající jako italské bistro, jenž je schopna cestovat díky bistromatice, způsobu vypočítávání založeném na faktu, že cokoliv napsané na účtence si řídí jinými zákony než čísla na jakýchkoliv jiných kusech papíru. S Fordem Prefectem a Arthurem Dentem se poté pokusí zachránit vesmír od invaze planety skryté v oblačnu mezihvězdného prachu. 